# Niwka (Czernichów)
Niwka – część wsi Czernichów w Polsce, położona w województwie małopolskim, w powiecie krakowskim, w gminie Czernichów.
W latach 1975–1998 Niwka należała administracyjnie do województwa krakowskiego.